# Trójkąt (Łazy)
Trójkąt – część miasta Łazy, w Polsce, położona w województwie śląskim, w powiecie zawierciańskim, w gminie Łazy. Rozpościera się w rejonie ulicy Trójkąt.